# Zjovti Vody
Zjovti Vody (ukrainsk: Жо́вті Во́ди, tr. Zjóvti Vódy, ukrainsk udtale: [ˈʒɔu̯tʲi ˈwɔdɪ]  ( hør); russisk: Жёлтые Во́ды, tr. Zjóltyje Vódy, russisk udtale: [ˈʐoltɨjə ˈvodɨ]; i betydningen Gule Vande) er en by i Kamjanske rajon og det centrale Ukraine. Zjovti Vody ligger ved floden Zjovta (ukrainsk: Річка Жовта) ca. 70 km nord for metropolområdet Kryvyj Rih. Den er hjemsted for administrationen af Zjovti Vody byhromada, en af Ukraines hromadaer. Byen har et areal på 33 km2
og en befolkning på omkring 42.052 (2022) indbyggere.
Det er et center for udvinding og forarbejdning af uranmalm.

## Historie
Det historiske Slaget ved Zhovti Vody (en) i 1648 blev udkæmpet på det sted, hvor den nuværende by ligger.
Området har været omtalt under betegnelsen Zjovti Vody (bogstaveligt talt gule vande) siden før grundlæggelsen af den første landsby på stedet i 1895.

## Galleri
- Zjovti Vody historiske museum
- Bygning ved minen
- Tidligere fabrik i Zjovti Vody
- "Nova-minen"
- Hovedgaden
- Fra den gamle bydel i Zjovti Vody
- Floden Zjovta
- Gammel ortodoks kirke
- Zjovti Vody Lyceum
- Institute of Business Strategy
- Monument for befrielseskrigen 1648–1654
- Banegården i Zjovti Vody